# أنطونيو أوقستو بيكسوتو كوريا
أنطونيو أوقستو بيكسوتو كوريا هو سياسي برتغالي، ولد في 11 أكتوبر 1913 في فيلا نوا دغايا في البرتغال، وتوفي في 16 مارس 1988. انتخب وزير Overseas Ministry (Portugal) ‏ (4 ديسمبر 1962 – 19 مارس 1965).